# 古國傳說
古國傳說（日语：ローマンレジェンド），是日本純種競賽馬匹。生涯活躍於泥地賽事，曾於2012年勝出東京大賞典，亦於2012及2014年兩度制霸榆樹錦標。

## 出賽前
2008年2月24日出生於北海道千歲市社台牧場，成長途中被馬主太田美實購入。
其後交由栗東訓練中心練馬師藤原英昭訓練。

## 競賽生涯

### 3歲
2011年1月5日出戰京都競馬場3歲新馬戰，雖然賽前獲得第一人氣，但未能於直路維持優勢下以第三完賽。
其後出戰3歲未勝利戰，可惜未能於直路繼續進行加速，最終急劇失速下以第八落敗。
5月1日再度出戰3歲未勝利戰並轉戰泥地賽事，比賽初段其順利搶佔位置進行領放，於最後彎道時仍然處於領先狀態。進入直路後，其繼續於前方位置展開衝刺並成功帶出，最終彈離後方對手6馬位取得首勝。
其後進入休養並於秋季復出出戰條件戰，取得三冠一亞的優秀戰績。

### 4歲
2012年於上半年出戰上加茂錦標及灘錦標兩場條件戰，發揮優異下成功戰術對手達成連勝。
7月15日出戰公開賽七月錦標，繼續採用先行戰術下於最後彎道成功望空並瞬間彈出，最終不斷拉開和後方賽駒的距離下以6馬位優勢及破中京競馬場泥地1800米記錄的1分49.4秒時間取得冠軍。
8月25日以榆樹錦標為目標，為其首次出戰分級賽。比賽開始後，其於第六左右的位置展開推進，並於進入對面直路後開始逐步發力，於第四彎道經已來到第二。進入直路後，其成功於所在位置展開加速並隨即和一同衝出的多項一級賽冠軍希望之城展開纏鬥，最終憑借讓磅優勢成功壓制對手，以頸位優勢取得首個分級賽冠軍。
其後出戰京都錦標，本次比賽繼續選擇保持於中團靠前位置逐步推進，於進入直路後以優秀的反應瞬間衝出，最終成功超越前方的大和熱驥及北港火山下以獲得第二個分級賽冠軍。
12月2日挑戰日本盃泥地大賽，由於主戰騎師岩田康誠於上星期策騎貴婦人出戰日本盃時因斜行被罰停賽，改由杜滿萊代打。比賽開始後，其於約莫第八的位置之逐步推進，於比賽途中保持穩定步速在進進入直路後由外檔位置徐徐而上，但最終仍未能超越大和熱驥、奇銳駿及北港火山，以第四的戰績完賽。
年末出戰東京大賞典，賽前落後奇銳駿取得第二人氣。比賽開始後，前方由Furioso領放並展開比賽，古國傳説保持於第四的位置，而銳銳駿及第三人氣Hatano Vainqueur則於其稍後方。通過第三、四彎道時，古國傳説憑借於對面直路尾端的發力經已進佔有利位置，因而順勢於進入直路後以望空的姿態展開加速，最終率先透出下亦能抵擋對手的追擊，以1/2馬位優勢取得首個分級賽冠軍。

### 5歲
2013年上半年進行充足的休息後以柏市紀念作為目標，但礙於未能在最後直路爆發出最佳的的末腳速度下無法追上前方的北港火山及希望之城，最終被對手稍為拉開下以第三完賽。
其後出戰帝王賞，但採用先行戰術下未能於直路展現出明顯的加速傾向，最終被其他對手壓制下僅以第六完賽。
入秋後雖然於京都錦標回勇獲得第三，但隨即在日本盃泥地大賽以第十三大敗，年末出戰東京大賞典亦以僅跑獲第六。
而於東京大賞典賽後，其更被檢查出右後肢軀幹位置發生骨折，因而需要進入休養。

### 6歲
2014年7月27日於榆樹錦標復出，比賽途中採用自身擅長的先行戰術下一直保持於有利位置，進入直路後稍微接受其岩田的指揮下順利衝出，最終成功於終點前先超越領放馬栗子星以頭位優勢取得時隔1年7個月的勝利。
但其後於年間出戰日本冠軍盃及東京大賞典未能保持表現，最終分別以第三及第五完賽。

### 7歲
進入2015年，由於馬主太田美實於1月16日因心臟衰竭去世，古國傳説的所有權被轉移至其遺孀太田珠珠子旗下。
2月22日出戰年度首戰二月錦標，雖然於直路奮力加速並跑出全場最快末腳，但最終未能扭轉留後的劣勢以第五落敗。
4月出戰天蠍錦標獲得第六後於平安錦標及京都錦標兩場賽事回勇均以第三完賽，但12月挑戰日本冠軍盃再度失準以第十四大敗。

### 8歲
2016年古國傳説仍然現役，但表現慘烈下無法獲得任何勝利，最佳戰績為於首戰東海錦標中跑獲第二。
4月16日於天蠍錦標取得第十二後，陣營決定安排其退役，並於4月27日取消日本中央競馬會的賽駒註冊。

### 詳細賽績
| 日期       | 舉辦國家 | 馬場 | 距離   | 級別 | 賽事名稱          | 負重 | 騎師     | 馬號 | 出馬 | 名次 | 時間   | 頭馬（二馬）         |
| ---------- | -------- | ---- | ------ | ---- | ----------------- | ---- | -------- | ---- | ---- | ---- | ------ | -------------------- |
| 5/1/2011   | 日本     | 京都 | 草2000 |      | 3歲新馬           | 56   | 鮫島良太 | 10   | 15   | 3    | 2:06.1 | Admire Parthia       |
| 22/1/2011  | 日本     | 京都 | 草2200 |      | 3歲未勝利         | 56   | 藤田伸二 | 10   | 16   | 8    | 2:17.0 | Gustave Cry          |
| 1/5/2011   | 日本     | 京都 | 泥1800 |      | 3歲未勝利         | 56   | 岩田康誠 | 1    | 15   | 1    | 1:53.0 | （Spring Lucio）     |
| 5/11/2011  | 日本     | 京都 | 泥1800 |      | 3歲以上500萬以下  | 55   | 岩田康誠 | 5    | 11   | 1    | 1:52.6 | （Top of Kahala）    |
| 11/12/2011 | 日本     | 京都 | 泥1800 |      | 3歲以上1000萬以下 | 56   | 岩田康誠 | 13   | 16   | 2    | 1:53.6 | Narita Silk Road     |
| 25/12/2011 | 日本     | 阪神 | 泥1800 |      | 赤穗特別          | 56   | 川田将雅 | 9    | 12   | 1    | 1:54.7 | （Desperado）        |
| 22/4/2012  | 日本     | 京都 | 泥1800 |      | 上賀茂錦標        | 56   | 岩田康誠 | 13   | 13   | 1    | 1:51.2 | （Sunrise Mall）     |
| 9/6/2012   | 日本     | 阪神 | 泥1800 |      | 灘錦標            | 57   | 岩田康誠 | 6    | 14   | 1    | 1:48.5 | （Win Dominator）    |
| 15/7/2012  | 日本     | 中京 | 泥1800 | OP   | 七月錦標          | 56   | 岩田康誠 | 4    | 09   | 1    | 1:49.4 | （Tosho Freak）      |
| 25/8/2012  | 日本     | 札幌 | 泥1700 | GIII | 榆樹錦標          | 56   | 岩田康誠 | 5    | 11   | 1    | 1:42.2 | （希望之城）         |
| 4/11/2012  | 日本     | 京都 | 泥1800 | GIII | 京都錦標          | 57   | 岩田康誠 | 2    | 16   | 1    | 1:49.6 | （大和熱驥）         |
| 2/12/2012  | 日本     | 阪神 | 泥1800 | GI   | 日本盃泥地大賽    | 57   | 杜滿萊   | 10   | 16   | 4    | 1:49.8 | 大和熱驥             |
| 29/12/2012 | 日本     | 大井 | 泥2000 | GI   | 東京大賞典        | 57   | 岩田康誠 | 8    | 12   | 1    | 2:05.9 | （Hatano Vainqueur） |
| 6/5/2013   | 日本     | 船橋 | 泥1600 | JpnI | 柏市紀念          | 57   | 岩田康誠 | 9    | 11   | 3    | 1:38.3 | 北港火山             |
| 26/6/2013  | 日本     | 大井 | 泥2000 | JpnI | 帝王賞            | 57   | 岩田康誠 | 6    | 12   | 6    | 2:05.1 | 北港火山             |
| 3/11/2013  | 日本     | 京都 | 泥1800 | GIII | 京都錦標          | 59   | 岩田康誠 | 6    | 16   | 3    | 1:49.4 | 光明前途             |
| 1/12/2013  | 日本     | 阪神 | 泥1800 | GI   | 日本盃泥地大賽    | 57   | 岩田康誠 | 1    | 16   | 13   | 1:51.8 | 巴比倫王             |
| 29/12/2013 | 日本     | 大井 | 泥2000 | GI   | 東京大賞典        | 57   | 岩田康誠 | 7    | 09   | 6    | 2:09.6 | 北港火山             |
| 27/7/2014  | 日本     | 札幌 | 泥1700 | GIII | 榆樹錦標          | 58   | 岩田康誠 | 8    | 13   | 1    | 1:41.9 | （栗子星）           |
| 7/12/2014  | 日本     | 中京 | 泥1800 | GI   | 日本冠軍盃        | 57   | 岩田康誠 | 12   | 16   | 3    | 1:51.2 | 北港火山             |
| 29/12/2014 | 日本     | 大井 | 泥2000 | GI   | 東京大賞典        | 57   | 岩田康誠 | 6    | 16   | 5    | 2:04.7 | 北港火山             |
| 22/2/2015  | 日本     | 東京 | 泥1600 | GI   | 二月錦標          | 57   | 岩田康誠 | 1    | 16   | 5    | 1:36.6 | 小林歷奇             |
| 18/4/2015  | 日本     | 阪神 | 泥1800 | GIII | 天蠍錦標          | 58   | 岩田康誠 | 11   | 16   | 6    | 1:50.4 | 栗子星               |
| 23/5/2015  | 日本     | 京都 | 泥1900 | GIII | 平安錦標          | 58   | 岩田康誠 | 12   | 16   | 3    | 1:55.4 | Incantation          |
| 8/11/2015  | 日本     | 京都 | 泥1800 | GIII | 京都錦標          | 58   | 岩田康誠 | 1    | 11   | 3    | 1:47.8 | 御園天王             |
| 6/12/2015  | 日本     | 中京 | 泥1800 | GI   | 日本冠軍盃        | 57   | 岩田康誠 | 9    | 16   | 14   | 1:52.5 | 森巴舞后             |
| 24/1/2015  | 日本     | 中京 | 泥1800 | GII  | 東海錦標          | 57   | 岩田康誠 | 8    | 12   | 6    | 1:53.5 | Asukano Roman        |
| 21/2/2015  | 日本     | 東京 | 泥1600 | GI   | 二月錦標          | 57   | 内田博幸 | 16   | 16   | 9    | 1:34.8 | 爵士藍調             |
| 16/4/2015  | 日本     | 京都 | 泥1800 | GIII | 天蠍錦標          | 58   | 岩田康誠 | 11   | 16   | 12   | 1:51.4 | 得獎者               |

## 退役後
退役後，古國傳説並未入種，而是前往京都府京都市伏見區京都競馬場休養，於2015年開始以誘導馬身份服務。

## 血統簡介
父系特別週为日本賽駒，生涯戰績彪炳，曾勝出1998年東京優駿（日本打吡），於1999年稱霸春秋天皇賞並於日本盃擊退众多外敵而被稱为「日本總大將」；祖父週日寧靜是美國三冠賽雙冠馬，退役後在日本配種，在日本馬壇相當成功，贏得多項分級賽事，其子嗣贏得巨額獎金。
母系Personal Legend為美國賽駒，生涯戰績不俗，曾勝出三級賽Turnback the Alarm讓賽，亦於一級賽個人榮譽錦標及德爾馬橡樹大賽中分別跑獲亞軍及季軍。外祖父再度驚喜為加拿大賽駒，生涯戰績優秀，曾勝出一級賽育馬者盃經典大賽及韋特尼讓賽。

### 血統表
| 父線：週日寧靜系（Halo系）              |                                |                 |                 |
| 種馬 特別週 1995年（深棗色）            | 週日寧靜 1986年（棕色）        | Halo            | Hail to Reason  |
| 種馬 特別週 1995年（深棗色）            | 週日寧靜 1986年（棕色）        | Halo            | Cosmah          |
| 種馬 特別週 1995年（深棗色）            | 週日寧靜 1986年（棕色）        | Wishing Well    | Understanding   |
| 種馬 特別週 1995年（深棗色）            | 週日寧靜 1986年（棕色）        | Wishing Well    | Mountain Flower |
| 種馬 特別週 1995年（深棗色）            | Campaign Girl 1987年（棗色）   | 丸善斯基        | 尼真斯基        |
| 種馬 特別週 1995年（深棗色）            | Campaign Girl 1987年（棗色）   | 丸善斯基        | Shill           |
| 種馬 特別週 1995年（深棗色）            | Campaign Girl 1987年（棗色）   | Lady Shiraoki   | Saint Crespin   |
| 種馬 特別週 1995年（深棗色）            | Campaign Girl 1987年（棗色）   | Lady Shiraoki   | Miss Ashiyagawa |
| 繁殖雌馬 Personal Legend 2000年（栗色） | 再度驚喜 1994年（棗色）        | Deputy Minister | Vice Regent     |
| 繁殖雌馬 Personal Legend 2000年（栗色） | 再度驚喜 1994年（棗色）        | Deputy Minister | Mint Copy       |
| 繁殖雌馬 Personal Legend 2000年（栗色） | 再度驚喜 1994年（棗色）        | Primal Force    | 害羞新郎        |
| 繁殖雌馬 Personal Legend 2000年（栗色） | 再度驚喜 1994年（棗色）        | Primal Force    | Prime Prospect  |
| 繁殖雌馬 Personal Legend 2000年（栗色） | Highland Legend 1991年（栗色） | 雷鳥            | 北地舞人        |
| 繁殖雌馬 Personal Legend 2000年（栗色） | Highland Legend 1991年（栗色） | 雷鳥            | South Ocean     |
| 繁殖雌馬 Personal Legend 2000年（栗色） | Highland Legend 1991年（栗色） | Santella        | Coastal         |
| 繁殖雌馬 Personal Legend 2000年（栗色） | Highland Legend 1991年（栗色） | Santella        | Santa Quilla    |
| 雌系：號族：20                          |                                |                 |                 |
| 五代內近親交配：北地舞人 5×5×4          |                                |                 |                 |

## 命名由來
名字中，Roman（ローマン）是意大利首都羅馬，香港則以羅馬帝國作為聯想，翻譯為「古國」，Legend（レジェンド）即是「傳說」，繼承自母系Personal Legend之名字。

## 外部連結
- 古國傳説 netkeiba.com （页面存档备份，存于）
- 血統表 （页面存档备份，存于）